# بی‌اخلاقی

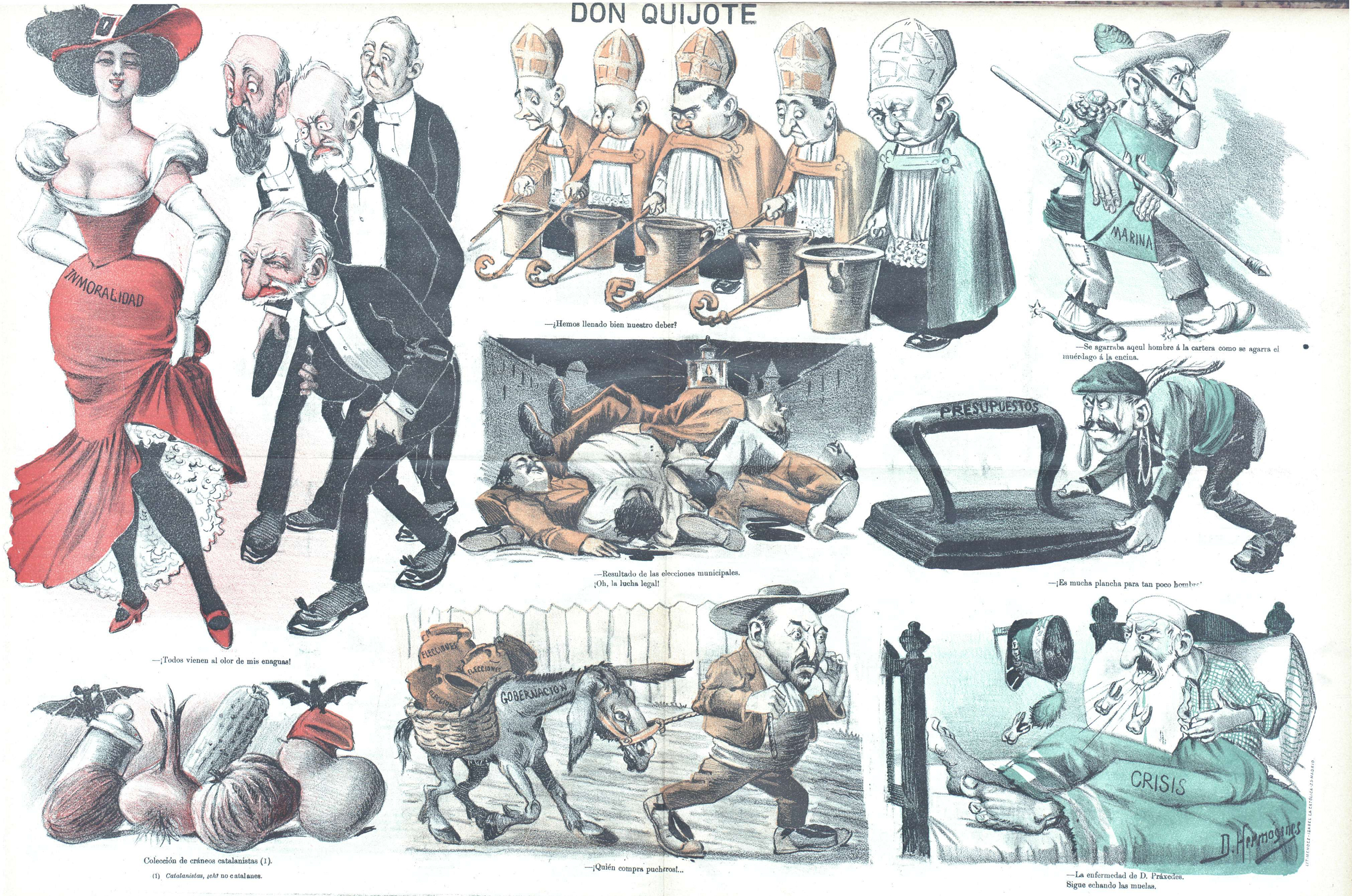
مجموعه ای از ناهنجاری های اجتماعی

بی‌اخلاقی (به انگلیسی: Immorality) عبارت است از نقض قوانین اخلاقی، هنجارها یا معیارها. بدین معنا که کنش‌گر کاری را که انجام می‌دهد یا به آن فکر می‌کند نادرست تلقی می‌شود. بی‌اخلاقی معمولاً برای اشاره به کنش‌های افراد، یا در کاربرد گسترده‌تر، در مورد گروه‌ها یا ارگان‌های شرکتی و آثار هنری استفاده شود.